# 姫川信号場

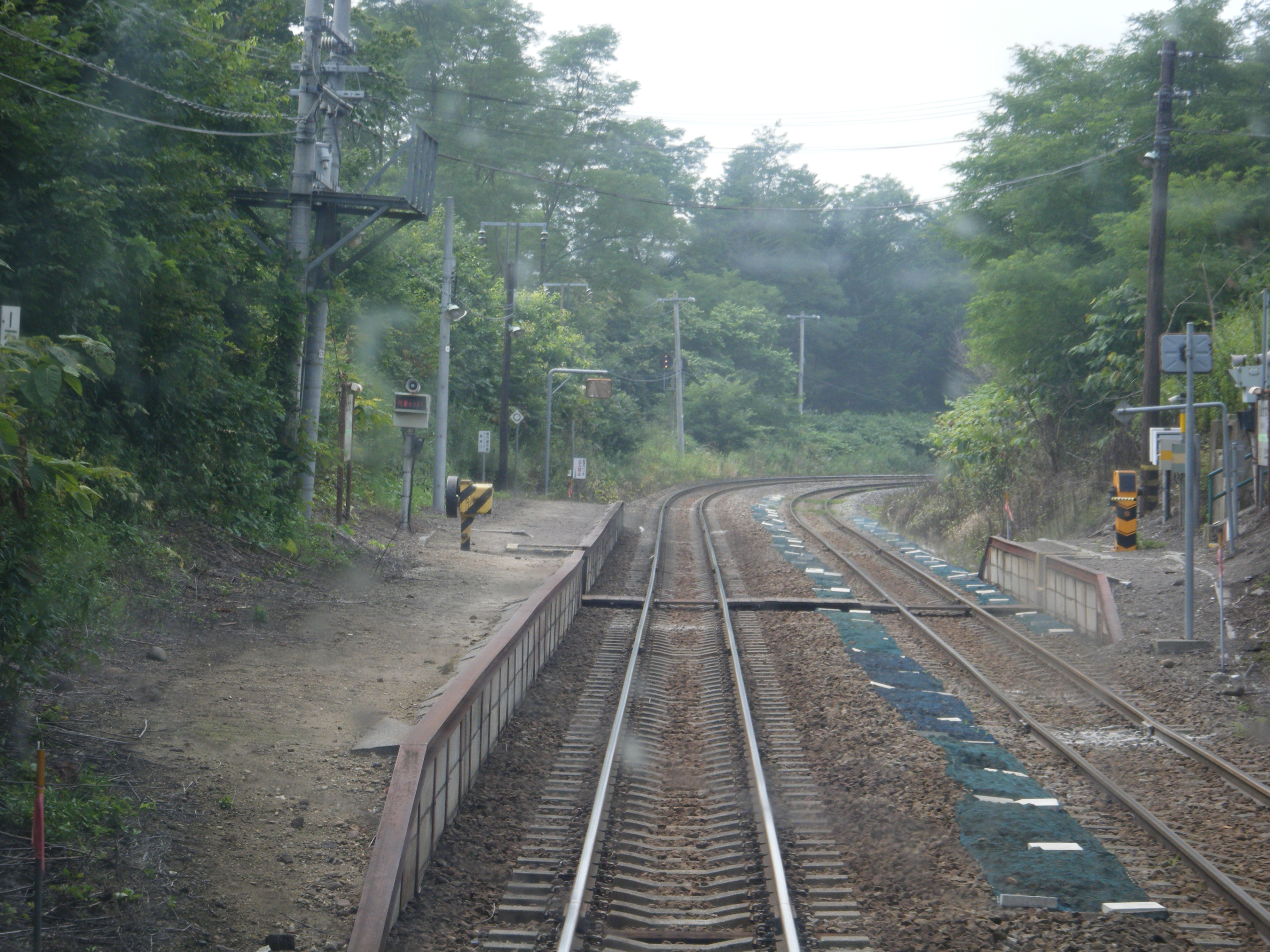
スーパー北斗車内より構内を望む（2009年8月）

姫川信号場（ひめかわしんごうじょう）は、北海道茅部郡森町字姫川にある北海道旅客鉄道（JR北海道）函館本線（本線）の信号場。電報略号はヒメ。旅客営業時の駅番号はH63であった。事務管理コードは▲140113。

## 歴史

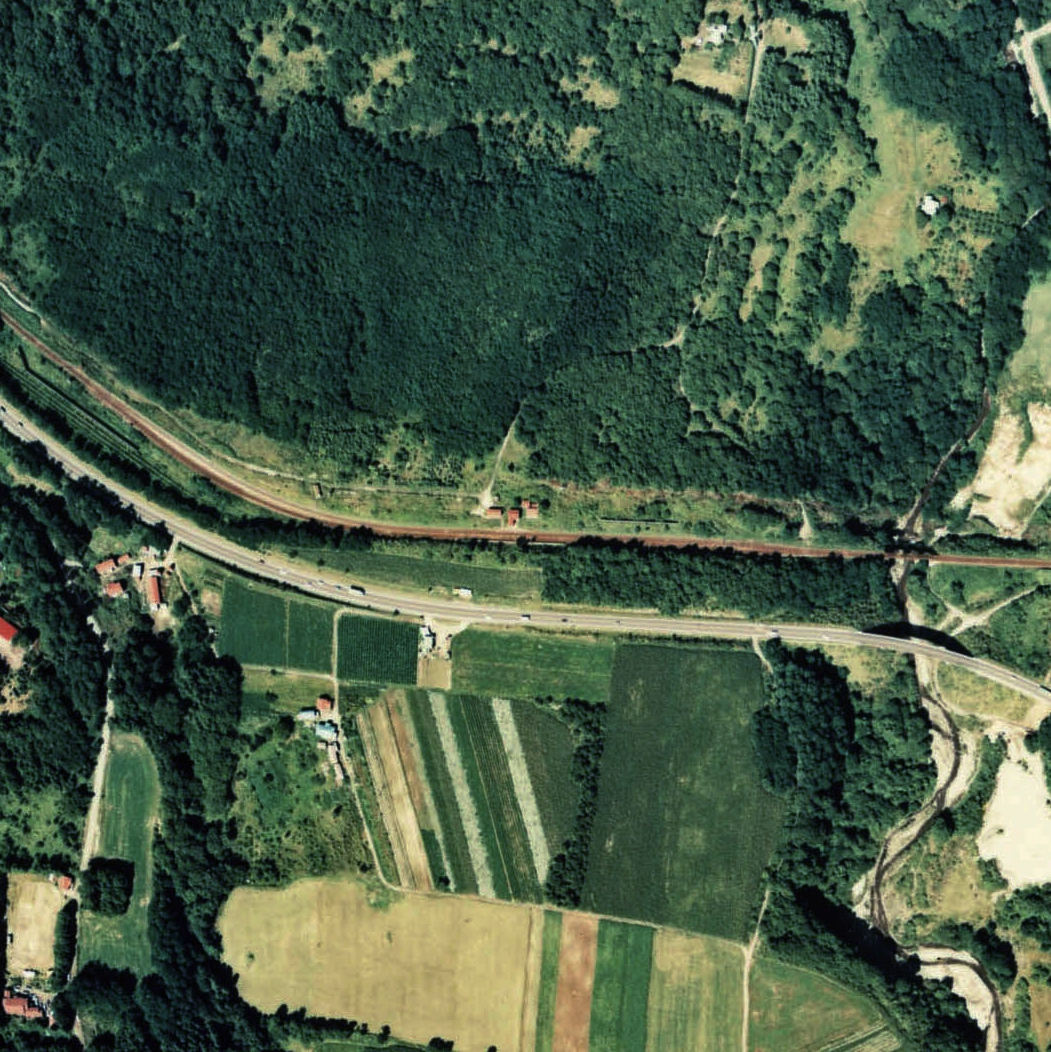
1976年の姫川信号場と周囲約750m範囲。右が函館方面。

信号場として設置されたが、国鉄時代に仮乗降場として旅客の取り扱いが行われていた。国鉄分割民営化時に正規の駅に昇格したが、2017年（平成29年）3月4日に旅客扱いを廃止し、再び信号場となった。

### 年表
- 1913年（大正2年）8月1日：国有鉄道函館本線の姫川信号所として開設[6][2][7][8]。
- 1922年（大正11年）4月1日：姫川信号場に改称。
- 1949年（昭和24年）6月1日：日本国有鉄道法施行に伴い、日本国有鉄道（国鉄）に継承。
- 1951年（昭和26年）5月19日?：姫川仮乗降場となり、旅客取扱い開始。
- 1969年（昭和44年）11月26日：桔梗駅 - 森駅間CTC化に伴い無人化[8]。
- 1987年（昭和62年）4月1日：国鉄分割民営化に伴い、北海道旅客鉄道（JR北海道）に継承。同時に駅に昇格し、姫川駅となる[7]。
- 1990年（平成2年）3月10日：営業キロ設定。
- 1991年（平成3年）12月24日：駅舎改築[7]。
- 2000年（平成12年）3月11日：快速「アイリス」の下り列車（函館駅発）が廃止され、普通列車のみの停車駅となる。
- 2007年（平成19年）10月1日：駅ナンバリングを実施[9]。
- 2016年（平成28年）6月2日：同じ森町の東山駅、桂川駅、長万部町の北豊津駅（現・北豊津信号場）、蕨岱駅と共に、JR北海道から各町へ2017年3月実施予定のダイヤ改正に合わせて廃止の意向が示されていることが報道される[10]。
- 2017年（平成29年）3月4日：利用者減少とダイヤ改正に伴い、旅客扱いを廃止[3]。再び姫川信号場となる[4]。

### 信号場名の由来
当信号場の所在する地名より。1939年（昭和14年）に森町内で雑多な字名を統合整理した際に成立した地名であるが、その由来について太田（2004）では「尾白内川が姫川（おとなしい川の意）だったのかもしれない」と推測している。

## 構造
2線を有する単線行き違い型信号場。普通列車と特急列車との行き違いで使用されている。旅客扱い末期には相対式ホーム2面2線を有していたが、旅客扱い終了後に乗降設備は撤去されている。
互いのホームはホーム中央の遮断機を備えた構内踏切で連絡していた。この遮断機は列車接近時に自動音声のアナウンスが放送される。下り線ホームは土盛りで長く、上り線ホームはコンクリート製で短いホームとなっている。ほかに安全側線を有し、1993年（平成5年）時点では上り線（駅舎側）の旭川方から転轍機の外された側線を1本有していた。
森駅管理の無人駅であったが、有人信号場時代からの駅舎が残っていた。駅舎は線路の北側（旭川方面に向かって右手側）に位置し、線路よりも高台にあり接している上り線ホームから階段を上る。古い建物だが一部改築されている。かつては逆L字型でホームまで張り出しており、撤去された部分も背の高い基礎部分が残存する。待合室部分の隣に保線作業の事務室がある。駅舎内にトイレを有する。駅ノートあり。また駅舎隣の別棟に電気施設の建屋を有す。

## 利用状況
- 2011 - 2015年（平成23 - 27年）の乗降人員調査（11月の調査日）平均は「1名以下」[15][10]。

## 周辺
信号場からの道を0.5 kmほど進むと、養蜂場と鉄のアートの工房がある。
- 国道5号
- 函館バス「姫川小学校前」停留所（国道5号線沿い）
- 道央自動車道森IC

## 隣の施設
北海道旅客鉄道（JR北海道）
■函館本線
駒ヶ岳駅 (H65) - *東山駅 (H64) - （姫川信号場） - *（森川信号場） - 森駅 (H62)
*打消線は廃駅および廃止信号場